# Macelihu
Macelihu (Maselihu) ist eine Aldeia auf der südostasiatischen Insel Atauro, die zu Osttimor gehört. 2015 hatte die Aldeia 612 Einwohner.

## Geographie
Die Aldeia Macelihu ist eine der drei Aldeias im Osten des Sucos Maquili (Gemeinde Atauro). Südlich und östlich liegt die Aldeia Fatulela, nördlich die Aldeia Mau-Laku und westlich die Aldeia Mau-Meta.
Die Siedlung Macelihu liegt im Nordteil der Aldeia und geht in Richtung Südosten über in die Siedlung Fatulela.

## Einrichtungen
In Macelihu befindet sich der Sitz des Sucos Maquili und die Grundschule, die Escola Primaria Macelihu.